# Järva-Jaani (plaats)
Järva-Jaani (Duits: Sankt Johannis) is een plaats in de Estlandse gemeente Järva, provincie Järvamaa. De plaats heeft de status van alev (kleine stad').
Tot in 2017 was Järva-Jaani de hoofdplaats van de gelijknamige gemeente. Sindsdien is het de hoofdplaats van de fusiegemeente Järva.

## Bevolking
De plaats had 999 inwoners op 31 december 2011 en 983 inwoners op 31 december 2021.

## Ligging
Järva-Jaani ligt ongeveer halverwege tussen Tamsalu in het noordoosten en Paide in het zuidwesten. Op het grondgebied van Järva-Jaani ligt het meer Järva-Jaani järv (6,2 ha). De Tugimaantee 39, de secundaire weg van Tartu via Jõgeva naar Aravete, komt door Järva-Jaani.
De Duitse naam Sankt Johannis dankt de plaats aan de lutherse kerk, die gewijd is aan Johannes de Doper (Estisch: Ristija Johannes of Ristija Jaan). De bouw van de kerk begon rond 1300. De eenbeukige kerk had oorspronkelijk geen toren. Die kwam pas in 1881. De barokke preekstoel dateert uit 1648, het altaar uit 1654. De kerk is in 2014 gerestaureerd.
Järva-Jaani heeft een museum voor oldtimers. Een deel van de expositieruimte is ingericht als brandweermuseum.

## Geschiedenis
Järva-Jaani behoorde gedeeltelijk bij het grondgebied van de plaatselijke kerk en voor een ander deel bij het landgoed Orina. Het landhuis van Orina bestaat nog; in het gebouw, dat uit de eerste helft van de 17e eeuw dateert,  is een streekmuseum gevestigd.
Tot ca. 1900 lagen bij de kerk alleen wat verspreide boerderijen en een enkele herberg. Pas daarna kwamen er woonhuizen. Op het grondgebied van het landgoed Orina lagen wel nederzettingen. De nederzetting bij het landhuis heette in 1615 Organoo, in 1647 Orringa en in 1732 Orrina. Daarnaast bestond sinds 1220 de nederzetting Kettis, die na 1796 Keika heette. Keika en de nederzetting bij de kerk groeiden al spoedig aan elkaar; na 1920 kwam de naam Järva-Jaani voor de samengegroeide dorpen in gebruik. In 1922 kreeg Järva-Jaani de status van vlek (Estisch: alevik) en in 1945 de status van kleine stad (alev). In 1987 werd de plaats weer gedegradeerd tot vlek om in 2005 opnieuw een kleine stad te worden.
Het dorp Orina werd in 1977 bij Jalalõpe gevoegd, maar het landhuis en de directe omgeving daarvan gingen naar Järva-Jaani.

## Spoorlijn
Tussen 1920 en 1972 bestond er een smalspoorlijn tussen Türi en Tamsalu, een dwarsverbinding tussen de lijnen Tallinn-Viljandi en Tapa-Tartu. Paide en Järva-Jaani waren de belangrijkste tussenstations. Het stationsgebouw van Järva-Jaani bestaat nog; het is in gebruik als woonhuis.

## Foto's

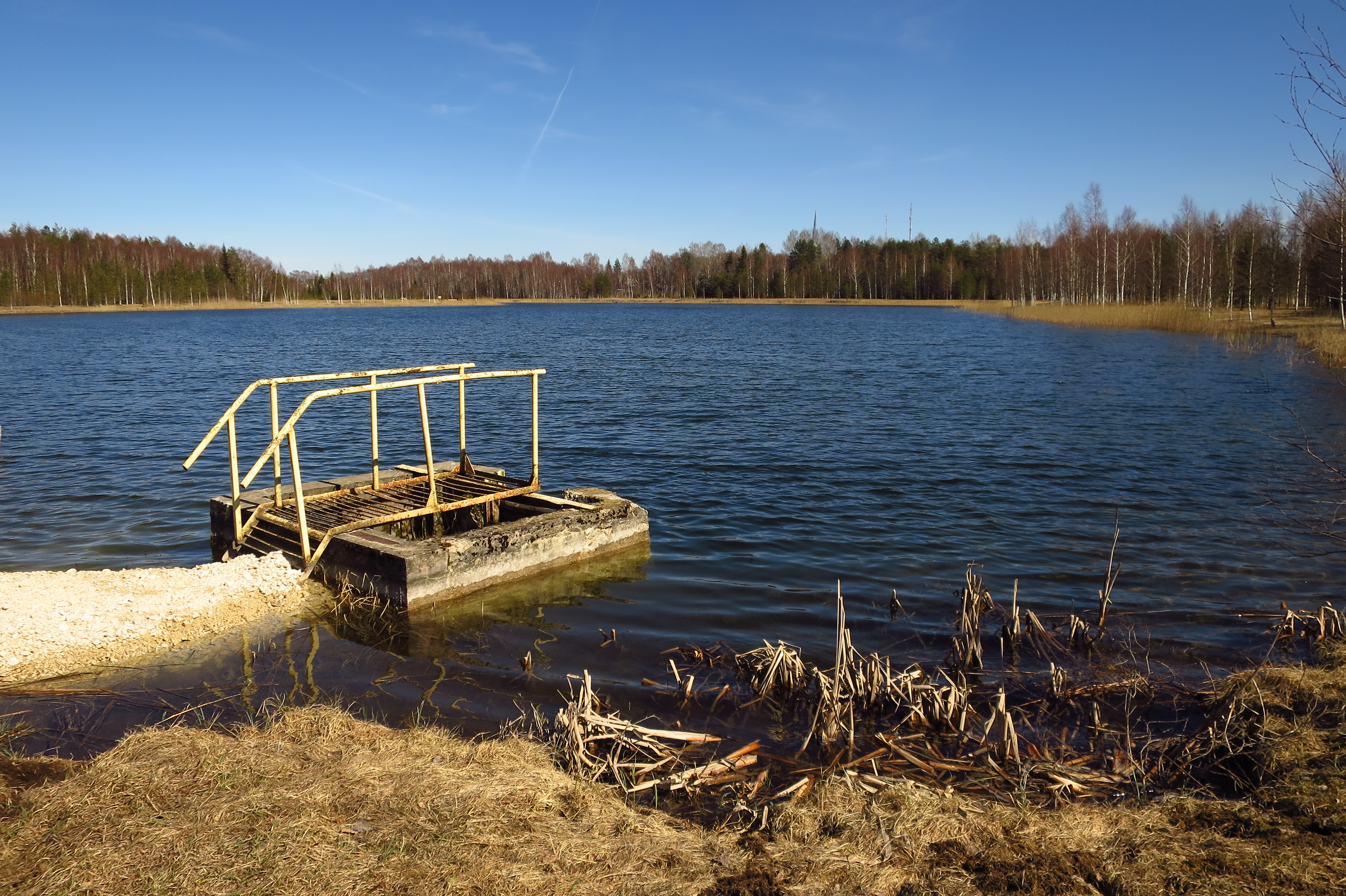
Het Järva-Jaani järv
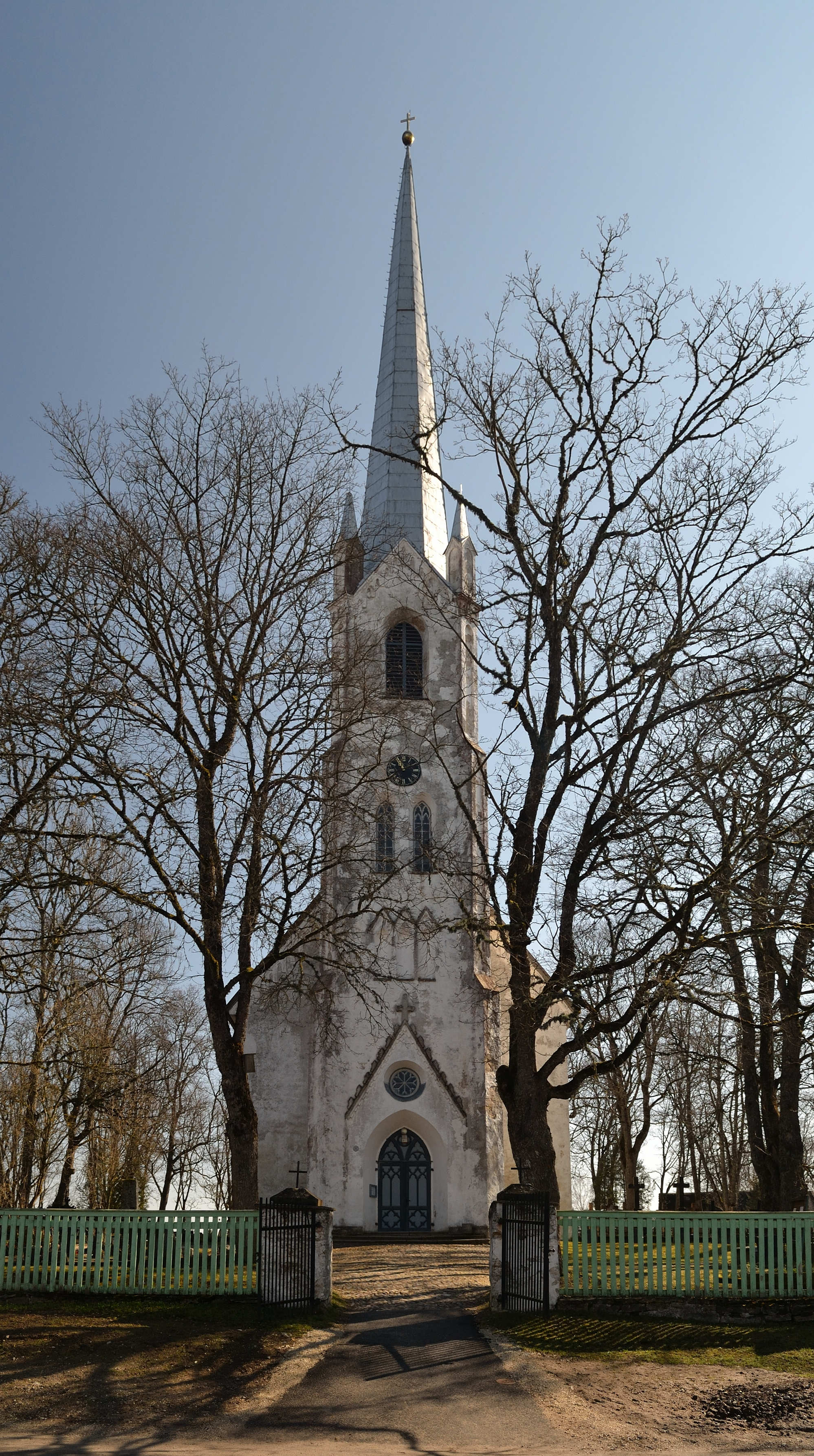
De kerk
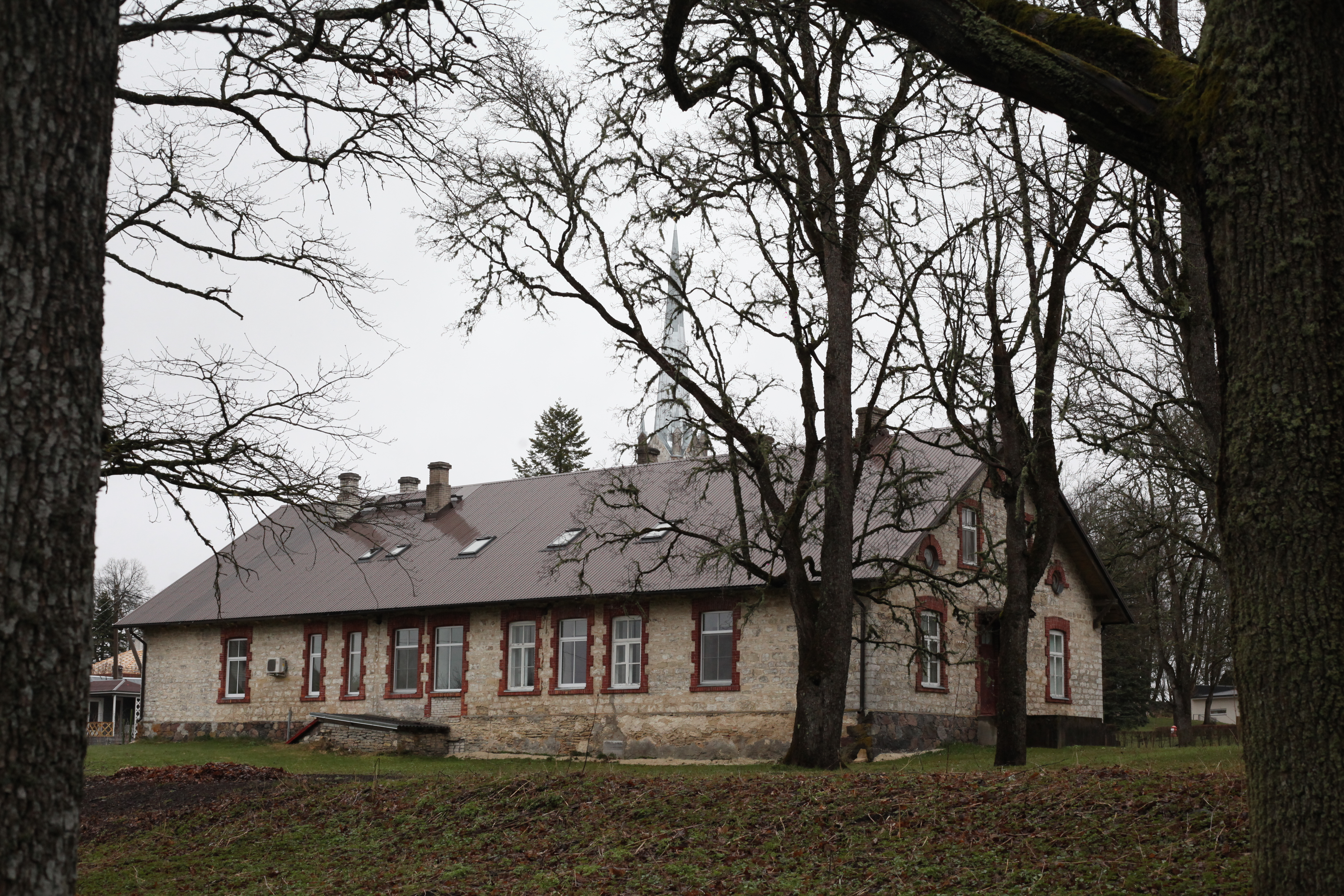
Pastorie
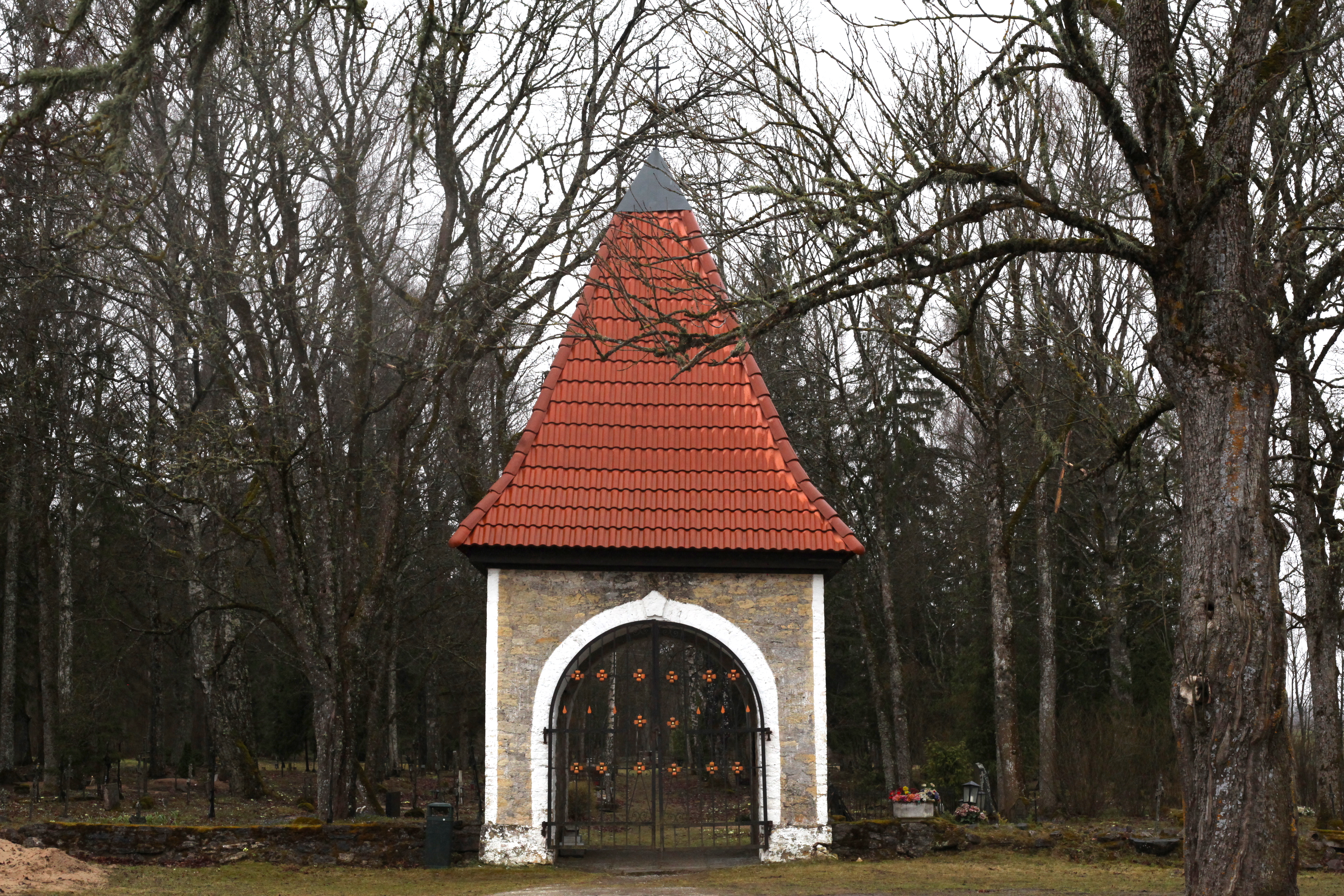
Ingang van het kerkhof
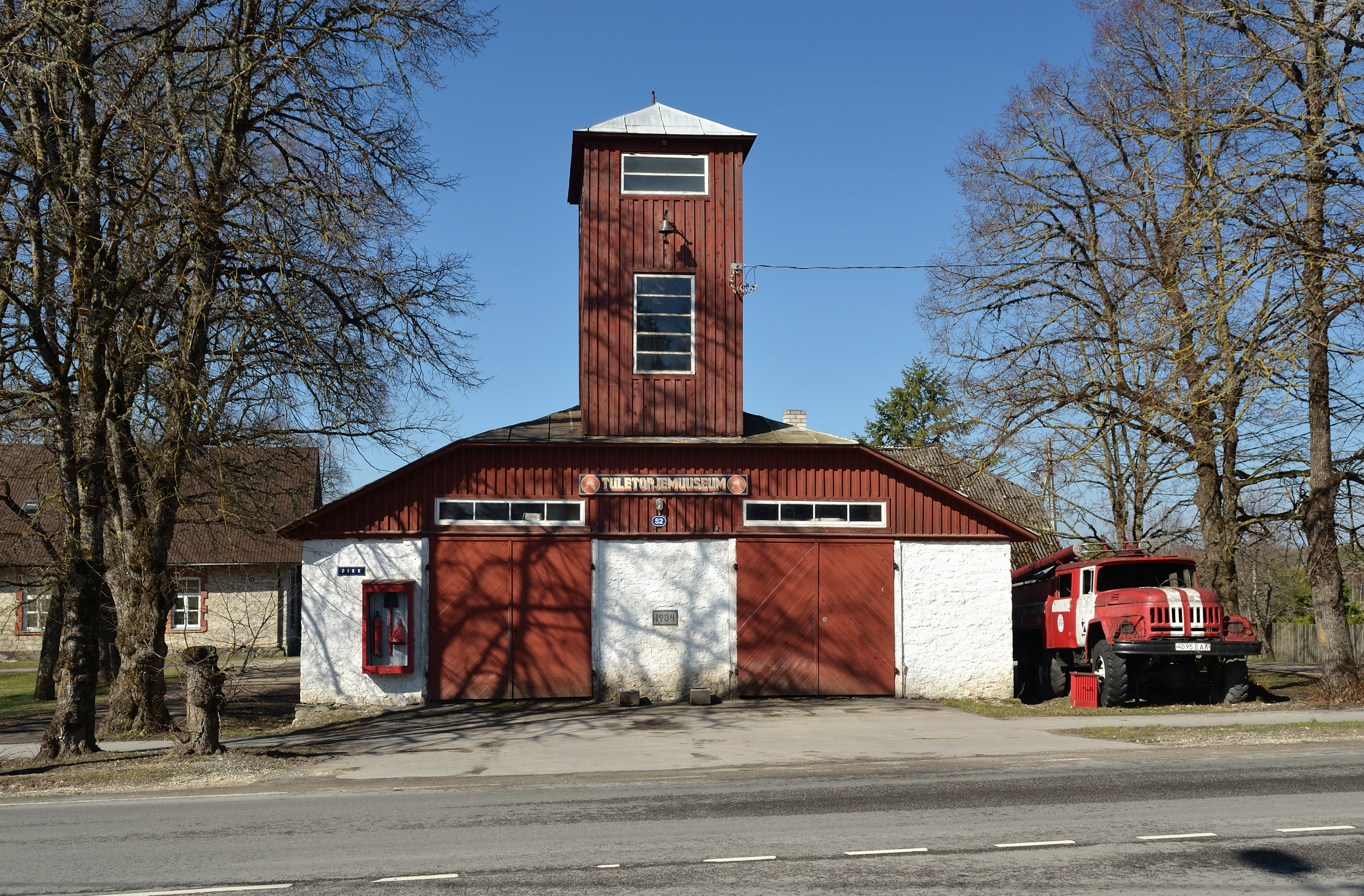
Brandweermuseum
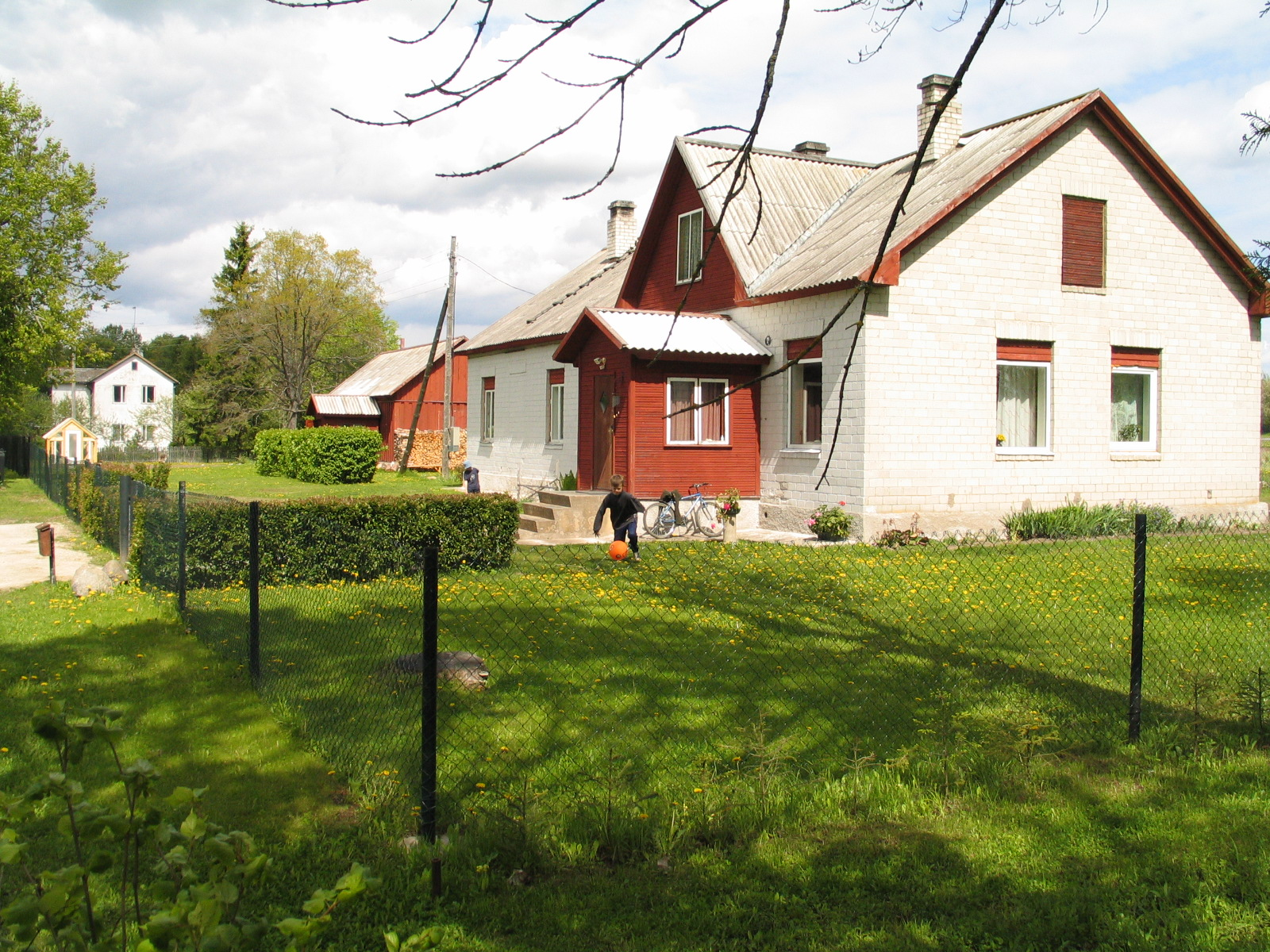
Het stationsgebouw

## Geboren in Järva-Jaani
- Eduard Gebhardt (1838-1925), Duits schilder